# ویلی لدونووردا
ویلی لدونووردا (انگلیسی: Vili Lehdonvirta؛ زادهٔ) جامعه‌شناس اهل فنلاند و از استادان دانشگاه آکسفورد است.

## تحصیلات
لدونووردا دارای دکترای جامعه‌شناسی اقتصادی از دانشگاه تورکو (۲۰۰۹) و کارشناسی ارشد از دانشگاه صنعتی هلسینکی (۲۰۰۵) است. پیش از این در دانشکده اقتصاد لندن، دانشگاه توکیو و انستیتوی فناوری اطلاعات هلسینکی کار می‌کرد. او قبل از تحصیلات دانشگاهی، به عنوان برنامه‌نویس بازی فعالیت می‌کرد.